# イン・メディアス・レス
イン・メディアース・レース（ラテン語: in medias res or medias in res、「物事の中途へ」の意味）とは、物語を最初から語る（アブ・オーウォー  ab ovo「卵から」またはアブ・イニティオー ab initio「開始から」）代わりに、中途から語りだす文学・芸術技法のこと。登場人物・舞台設定・葛藤は一連のフラッシュバックもしくは過去の事件に関係する登場人物を通して紹介されることが多い。
おそらく起源は口承で、叙事詩では慣例だった。ホメーロスの『オデュッセイア』、『イーリアス』に使われているほか、ポルトガル文学では『ウズ・ルジアダス』、ドイツ文学では『ニーベルンゲンの歌』、インド文学では『マハーバーラタ』、フィンランド文学では『カレワラ』がイン・メディアース・レースで始まる。ウェルギリウスの『アエネイス』はホメーロスを模倣したもので、トルクァート・タッソの『解放されたエルサレム』、ジョン・ミルトンの『失楽園』、ダンテの『神曲』地獄篇がそれに続く。

## 語源
In medias res も ab ovo もともにローマの詩人ホラティウスの『詩論』の147-148行に由来する。ホラティウスは叙事詩について次のように意見を述べている。「彼はトロイア戦争を双子の卵から始めることもせず、常に本筋に急きたて、聴き手を物事の中途に (in medias res) 連れ去る」。ここで言う「双子の卵」とは、トロイア戦争の原因となったヘレネーとクリュタイムネーストラーが白鳥の姿に化けたゼウスに犯されたレーダーの生んだ卵から生まれたとする神話への言及である。なお、「ニーベルンゲンの歌」は必ずしもイン・メディアース・レースには該当しない。